# Chrysler ecoVoyager
La Chrysler ecoVoyager est un concept car ayant été révélé le 14 janvier 2008 par Chrysler,. 
Il fut introduit en 2008 au North American International Auto Show. La combinaison d'un pack batterie lithium-ion avec une pile à combustible à hydrogène a été utilisé pour fournir une autonomie de 483 km.
Cette hybridation en fait le premier véhicule combinant deux énergies renouvelables